# 井上節山因碩
井上節山因碩（いのうえ せつざんいんせき、文政3年（1820年） - 安政3年（1856年））は、江戸時代の囲碁棋士で、家元井上家の十二世井上因碩、六段。隠居後の号である節山を付けて、井上家代々と区別する。井上幻庵因碩門下。本因坊丈和の長男で、幼名は戸谷梅太郎、後に水谷琢順の養子となって水谷順策、次いで井上家跡目となって井上秀徹を名乗る。

## 経歴
本因坊秀和と同年で、少年時代は切磋琢磨し四段までは同時昇段した。13歳の時に剃髪して道和に改名。その後眼病により21歳まで碁から遠ざかるが、その間に秀和が本因坊丈策の跡目となっており、丈和の計らいで還俗して葛野忠左衛門を名乗り、諸国行脚して各地で対局した。天保7年(1836年)に本因坊家外家の水谷家跡目琢廉が早逝したため、水谷琢順の養子となる。
次いで天保15年に井上幻庵因碩から丈和に依頼して、一旦葛野忠左衛門に戻した後に井上家養子となり、翌年跡目となって井上秀徹となる。幻庵因碩とは秀徹先で多くの師弟対局を行い、特に六段時弘化2年(1845年)9月の秀徹中押勝の出来を見て幻庵は退隠を決意したといわれる。弘化3年御城碁に初出仕、安井算知 (俊哲)に先番3目勝ち。御城碁には計3局を出仕した。またこの時期、本因坊門人との対局も多く、安田秀策（本因坊秀策）には秀策先相先の手合だった。
嘉永元年(1848年)に幻庵因碩が隠居し、秀徹が十二世井上因碩となる。この頃より節山の精神には変調が見られ、嘉永2年、門人嶋崎鎌三郎を自身の内儀と姦通したとの疑いをかけて斬殺、完全に精神が崩壊してしまう。鎌三郎の父が井上家に縁のある細川家家臣であったことにより内々に済ませたものの隠退させられることとなり、節山を名乗って相州相原で療養。井上家は林家門人の松本錦四郎が継いで十三世となる。節山はその後復帰することはなく36歳で没する。
弘化3年には、赤星因徹の著書「棋譜・玄党」と「手談五十図」の合本「玄覧」を出版している。

## 戦績
御城碁
- 1846年(弘化3年) 先番3目勝 安井算知
- 1848年(嘉永元年) 先番4目負 阪口仙得、先番2目負 安井算知